# Равна (Кукуш)
Равна (грч. Ίσωμα, Исома) је насељено место у општини Кукуш у периферији Средишња Македонија, Грчка. Према попису из 2021. године било је 194 становника.
Према бугарском географу и историчару, Василу Канчову, у Равни је 1900. године живело 840 Словена хришћана и 320 Турака. Током Првог светског рата село је настрадало а већи део Словена је принудно исељен у Бугарску. Године 1924. турско становништво је принудно исељено у Турску, као и преосталих 25 Словена у Бугарску. На њихово место је насељено 25 грчких избегличких породица, укупно 101 особа.  На попису из 1928. године Равна је имала 551 становника. 
.